# Max Fiedler
Max Fiedler, nato August Max Fiedlerin (Zittau, 21 dicembre 1859 – Stoccolma, 1º dicembre 1939), è stato un compositore e direttore d'orchestra tedesco.

## Biografia
Studiò pianoforte e direzione d'orchestra a Lipsia ed al conservatorio di Amburgo. Da giovane diresse alcune sinfonie di Brahms alla presenza del compositore tedesco, che non sembra essersi lagnato per l'interpretazione di Fiedler. Nel 1904 venne nominato direttore della Philharmoniker Hamburg. Diresse la London Symphony Orchestra nel 1907 e nel 1908 andò negli Stati Uniti d'America divenendo direttore della Boston Symphony Orchestra. Nel 1912 ritornò in Germania, dove diresse l'orchestra di Essen fino al 1933. Compose sinfonie, ouverture, quintetti per pianoforte, quartetti, pezzi per pianoforte e canzoni. Morì a Stoccolma in Svezia.